# Liste der Einträge im National Register of Historic Places im Refugio County
Die Liste der Registered Historic Places im Refugio County führt alle Bauwerke und historischen Stätten im texanischen Refugio County auf, die in das National Register of Historic Places aufgenommen wurden.

## Aktuelle Einträge
| Lfd. Nr. | Name                      | Bild | Datum der Eintragung | Adresse/Lage     | Ort     | ID       | Beschreibung |
| -------- | ------------------------- | ---- | -------------------- | ---------------- | ------- | -------- | ------------ |
| 1        | John Howland Wood House   |      | 13. Okt. 1983        | 1 Copano Bay St. | Bayside | 83003811 |              |
| 2        | Refugio County Courthouse |      | 22. Aug. 2002        | 808 Commerce     | Refugio | 02000895 |              |